# Fotbollssäsong

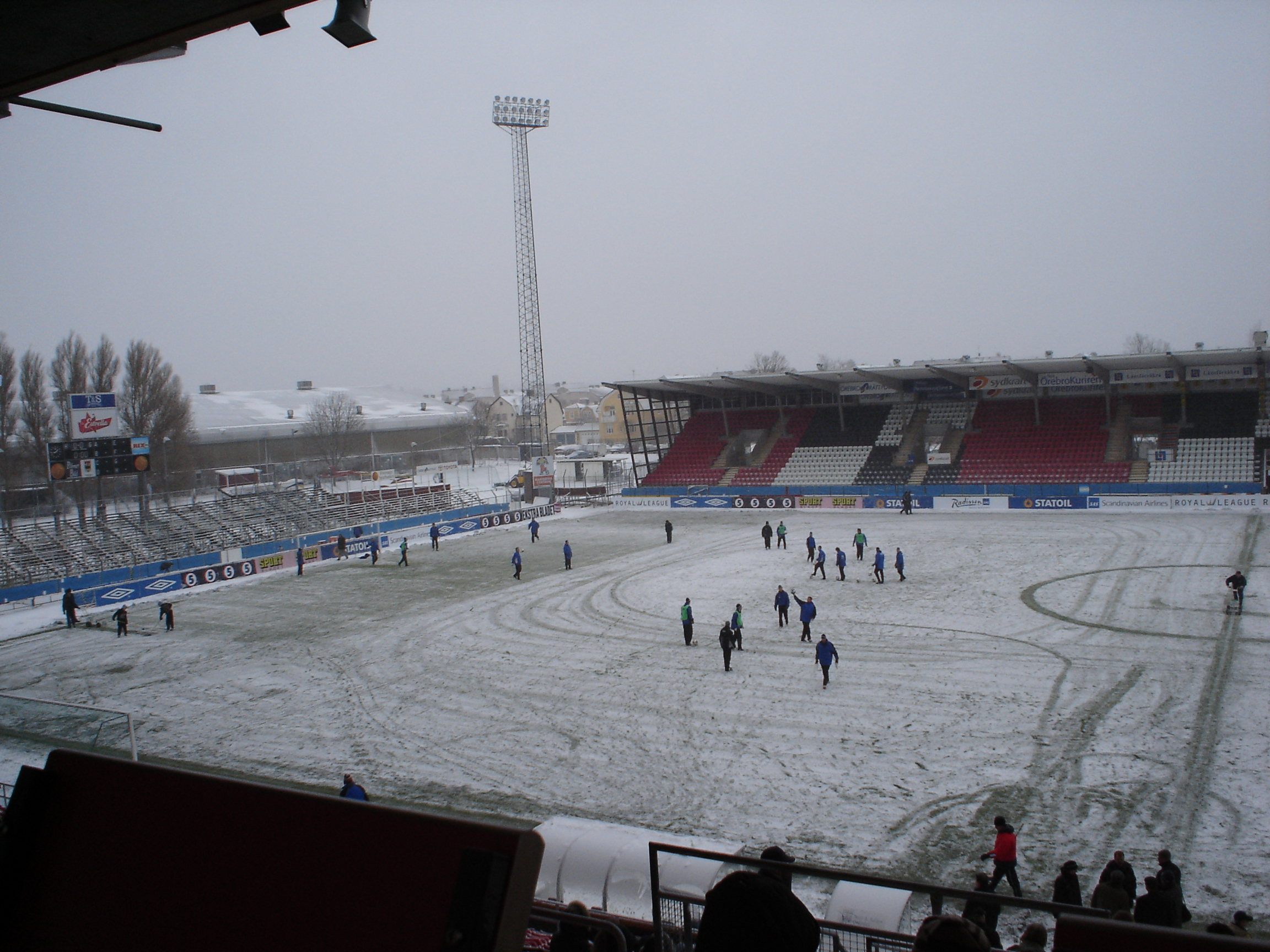
På kallare breddgrader, som i Sverige, måste säsongen starkt anpassas efter vädret.

Fotbollssäsong är säsongen då fotboll på organiserad nivå spelas. Det finns vanligtvis två olika system att spela, "höst-vår" och "vår-höst", och hur fotbollssäsongen skall spelas är omdebatterat inom fotbollen, då de flesta matcherna spelas utomhus och därmed är beroende av "väder och vind". Värmeslingor och konstgräs är åtgärder som tillämpas mot snö och kyla. Om "höst-vår" tillämpas på kallare breddgrader kan det dock behövas ett vinteruppehåll. Då Storbritannien introducerade organiserad fotboll i slutet av 1800-talet anpassades säsongen till läsåret, då flera högre skolor hade lag. I Sverige och Norge spelades de första turneringarna och serierna, vilka ägde rum i slutet av 1800-talet och början av 1900-talet, vår-höst, anpassat efter klimatet i Norden, men därefter har även försök med höst-vår gjorts. Många centralamerikanska och sydamerikanska fotbollsförbund tillämpar numera ett system med höstmästerskap och vårmästerskap, om samma lag vinner båda mästerskapen blir de nationsmästare för året. Om däremot de två mästerskapen vinns av två olika lag möts dessa i avgörande finalspel om mästerskapet för året. De internationella europeiska cuperna spelar höst-vår, med vinteruppehåll som numera inte är lika långa som tidigare.

## Olika säsonger
| Nation         | Konfederation | Information |
| -------------- | ------------- | --- |
| Brasilien      | Conmebol      | I Brasilien spelas delstatsmästerskap på hösten (början av året) och nationsmästerskap på våren (slutet av året). |
| Danmark        | Uefa          | Med undantag för perioden 1958-1991, då vår-höst praktiserades, har Danmark annars spelat höst-vår. Danmark har vinteruppehåll från slutet av november till slutet av mars. |
| Finland        | Uefa          | I Finland har man alltid spelat vår-höst. Högstadivisionen börjar i april och avslutas i oktober. |
| Frankrike      | Uefa          | I Frankrike spelas säsongen alltid höst-vår, med en tids kortare vinteruppehåll. |
| Georgien       | Uefa          | I Georgien spelas säsongen sedan år 1991 höst-vår med vinteruppehåll. Högstadivisionen startar i augusti och avslutas i maj. |
| Island         | Uefa          | På Island har man alltid spelat vår-höst. Högstadivisionen börjar i maj och avslutas i september. |
| Italien        | Uefa          | I Italien spelas säsongen alltid höst-vår, utan vinteruppehåll. |
| Nederländerna  | Uefa          | I Nederländerna spelas säsongen alltid höst-vår, och vinteruppehållet mellan mitten av december och mitten av januari är mer ett juluppehåll. |
| Norge          | Uefa          | Högsta serien i Norge spelade höst-vår säsongerna 1937/1938-1960/1961, med säsongen 1961/1962 som maratonssäsong; juli 1961-oktober 1962. Sedan 1963 spelar högsta serien från april till oktober/november. Norska cupmästerskapet har alltid spelats vår-höst ända sedan starten 1902. |
| Ryssland       | Uefa          | I Ryssland hade säsongen spelats vår-höst, och högstadivisionen börjat i början av mars och spelats till mitten av november, när ryska fotbollsunionen i september 2010 beslutade sig för att gå över till höst-vår, med 2011/2012 som övergångssäsong, och ha vinteruppehåll mellan mitten av november till början av mars. |
| Schweiz        | Uefa          | I Schweiz har man alltid spelat höst-vår. Vinteruppehållet varar från början av december till mitten av februari. |
| Storbritannien | Uefa          | I Storbritannien spels alltid engelska, skotska, nordirländska och walesiska ligorna höst-vår, utan vinteruppehåll. |
| Sverige        | Uefa          | I början av 1910-talet började man på vissa håll i Sverige spela höst-vår, till exempel i Svenska serien. I Sverige spelades dock Svenska cupen höst-vår säsongerna 1968/1969-2000/2001 "höst-vår" medan Fotbollsallsvenskan spelade vår-höst. Fotbollsallsvenskan i Sverige spelade "höst-vår" säsongerna 1924/1925-1956/1957. Omläggningssäsongen 1957/1958 spelades som en maratonserie; hösten 1957-våren 1958-hösten 1958. 1958-1996 gjorde seriespelet i Sverige alltid ett semesteruppehåll mitt i säsongen, i juli. Detta uppehåll förekom även före 1958, men var då perioden mellan säsongerna. Sedan 1959 spelar Sverige vår-höst i seriespelet, och säsongen började länge i april och slutade i oktober. Vissa år, då Sverige deltar i internationella landslagsturneringar, kunde säsongen pågå in i november. Sedan 1997 spelar Fotbollsallsvenskan och Superettan (dåvarande Division 1) även i juli, medan de lägre serierna ännu har uppehåll. Under 2000-talets första decennium har Allsvenskan utökats, och med uppehåll för stora turneringar har detta allt oftare medfört att Allsvenskan börjar i mars och avslutas i november. I Sverige har man börjat diskutera en återgång till höst-vår, för att bättre komma i fas med flertalet länder i övriga Europa. I augusti 2009 meddelade Helsingborgs IF och Malmö FF att man ville spela höst-vår i Sverige. och inför säsongen 2012/2013 återinfördes höst-vår i Svenska cupen för herrar. I januari 2014 blossade diskussionen återigen upp. |
| Tyskland       | Uefa          | I Tyskland har man alltid spelat höst-vår, vilket även gällde i före detta Västtyskland och DDR. Vinteruppehållet varar från mitten av december till början av februari. |
| USA            | Concacaf      | I USA är klimatet på grund av landets geografiska storlek varierande. Fotbollsserierna spelas ofta vår-höst, från början av april till början av november, för att passa hela landet, även om de södra delarna utan problem med snö och kyla skulle kunna spela över vintern, och är populära platser för träningsläger. |
| Österrike      | Uefa          | I Österrike har man alltid spelat höst-vår. Vinteruppehållet varar från början av december till mitten av februari. |

### Internationellt
Uefa spelar sina cupturneringar i Europa höst-vår. Då antalet lag ökat sedan slutet av 1990-talet har vinteruppehållet minskats ner.

## Argument

### För höst-vår i Europa
- Anpassning till de flesta europeiska seriesystem.[6]
- De lag som skall delta i de internationella cuperna är mer i samma form som de var för två månader efter guldet än för tio.
- Fördelar för fotboll som skolidrott om fotbollssäsongen är anpassad efter läsåret, förutsatt att läsåret är höst-vår.
- Till de internationella cuperna kommer pigga och fräscha mästarlag som var bäst för några veckor sedan - inte flera månader tidigare.[7]
- Vid uppehåll för stora turneringar blir spel under stora delar av sommaren ändå inte möjligt.[8]
- Lag som väntar på Europacupspelet behöver bara genomgå uppleva att ett transferfönster står öppet under tiden.[9]

### Mot höst-vår i Europa
- Dyrt att anpassa anläggningarna.
- Långt vinteruppehåll innebär en period utan tävlingsmatcher för lag i högsta serier som inte kvalificerat sig för internationellt cupspel.
- Matcherna i oktober/november drar mer folk om tävlingen avgörs då. Sommarmatcherna kan leva mer på att dra folk för det "finare" vädret utan att vara "jätteviktiga".
- Omläggningen drabbar de lägre serierna, vilket skulle ge mycket långt vinteruppehåll för till exempel de norra delarna av Sverige och Norge.
- Sommaren är den tid då planerna är som bäst, och därför bör sommaren utnyttjas.
- Vinteruppehållen kan bli för långa för att vara mitt i säsongen, sommaruppehållen för korta för att vara mellan säsongerna.
- Många tycker att fotboll skall avgöras "då det är fint väder ute", inte på en "nedsnöad" fotbollsplan en vinterdag i november med minusgrader.

## Förslag
Det internationella fotbollsförbundet Fifas president Sepp Blatter föreslog i november 2006 att alla europeiska länders fotbollsserier skall spelas efter kalenderår (vår-höst), och påbörjas tidigast i februari och avslutas senast i november .

### Fotnoter
1. ↑  Sveriges Radio 14 september 2010 - Rysk fotboll trotsar kylan
2. ↑  Sportbladet 26 oktober 2005 - Höst/vår i allsvenskan redan 2008? Arkiverad 29 oktober 2005 hämtat från the Wayback Machine.
3. ↑  SVT Sport 25 augusti 2009 - Allsvenskan bör spelas höst och vår?
4. ↑  ”Svenska Fotbollförbundet”. 25 november 2011. Arkiverad från originalet den 28 november 2011. https://web.archive.org/web/20111128015700/http://svenskfotboll.se/arkiv/svensk-fotboll/2011/11/nytt-seriesystem-for-damfotbollen-klubbat-pa-repskapet/. Läst 12 december 2011.
5. ↑  Poyan Ansari (27 januari 2014). ”Svensk fotboll kan ändras: ”Spännande””. SVT Sport. http://www.svt.se/sport/fotboll/svensk-fotboll-kan-andras-spannande. Läst 4 februari 2013.
6. ↑  ”Status svensk fotboll”. Arkiverad från originalet den 15 augusti 2011. https://web.archive.org/web/20110815115730/http://fourfourtwo.se/pdf/svenskfotboll.pdf. Läst 7 augusti 2011.
7. ↑  ”Dagens Nyheter”. 4 augusti 2009. http://www.svd.se/sport/vi-maste-ga-over-till-att-spela-host-och-var_3307543.svd. Läst 7 augusti 2011.
8. ↑  ”Göteborgsposten”. 4 december 2009. Arkiverad från originalet den 5 mars 2016. https://web.archive.org/web/20160305150712/http://www.gp.se/sport/1.265031-rekordsasong-i-allsvenskan?m=print. Läst 7 augusti 2011.
9. ↑  ”Sportlbadet”. 19 juli 2011. http://www.aftonbladet.se/sportbladet/fotboll/sverige/allsvenskan/article13343681.ab?teaser=true. Läst 7 augusti 2011.
10. ↑  Dagens nyheter 4 december 2006 - Blatter vill ha "svensk säsong" i Europa